# Gaetano Sacchi
Gaetano Sacchi (né à Pavie le 6 décembre 1824, mort à Rome le 25 février 1886) est un militaire et un sénateur italien du XIXe siècle.

## Biographie
En 1842, en raison des difficultés financières de sa famille, Gaetano Sacchi interrompt ses études et s'enrôle dans la marine marchande piémontaise. En 1843, à Montevideo, il adhère à la légion italienne de  Francesco Anzani et Giuseppe Garibaldi, combattant dans les nombreuses batailles du Rio Grande et de la république orientale de l’Uruguay. Il atteint le grade de capitaine et est blessé lors des combats de Sant'Antonio del Salto le 8 février 1846.
En raison de la première guerre d'indépendance italienne en 1848, Sacchi rentre en Italie, à la suite de  Garibaldi. Il prend part aux combats pour la défense de la République romaine avec le grade de colonel.
Au cours de la guerre de 1859, il s'enrôle dans les chasseurs des Alpes avec le grade de major. Il passe dans l'armée régulière piémontaise comme commandant du 46e régiment de ligne. Il ne peut suivre Garibaldi lors de l'expédition des Mille en Sicile mais conduit la quatrième expédition avec 2 000 volontaires afin de soutenir les troupes garibaldiennes. Commandant de la brigade Sacchi, il prend part aux combats de Caiazzo, lors de la bataille du Volturno et le siège de Capua.
Nommé général commandant la division militaire de Catanzaro, il s'emploie dans la lutte contre le brigandage en Calabre jusqu'en 1870. Le conflit intérieur entre son esprit libertaire et l'exigence de rétablir l'ordre a été narré dans un roman de Mino Milani.
Le 16 novembre 1876, il est nommé sénateur du royaume d'Italie.

## Ses écrits
- Relazione sui fatti d'arme della Brigata Sacchi nella Campagna del 1860 dal 19 luglio 1860 al 12 febbraio 1861, publié dans le Bollettino della Società pavese di Storia

## Sources
- (it) Cet article est partiellement ou en totalité issu de l’article de Wikipédia en italien intitulé « Gaetano Sacchi » (voir la liste des auteurs).